# پالایشگاه نفت کرمانشاه

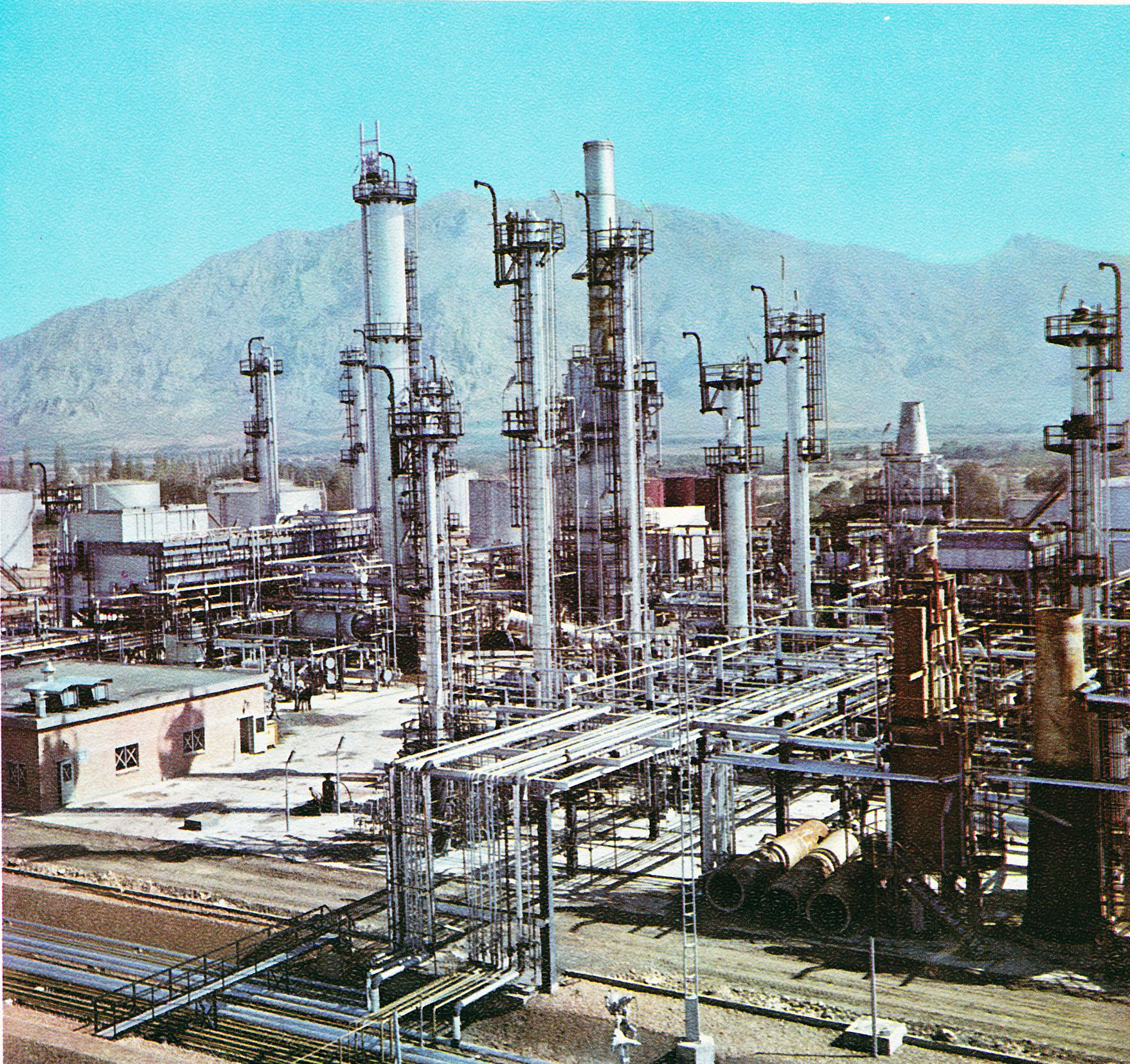
پالایشگاه نفت کرمانشاه

شرکت پالایش نفت کرمانشاه یا پالایشگاه نفت کرمانشاه، که با نام شرکت پالایش نفت کرمانشاه فعالیت می‌کند، یک پالایشگاه نفت است که در شهر کرمانشاه در ایران قرار دارد. این پالایشگاه در سال ۱۳۰۱ با ظرفیت روزانه ۲ هزار بشکه فعالیت خود را آغاز کرد. این پالایشگاه در زمان خود دومین پالایشگاه ایران بود و نفت خام آن از میدان نفتی نفت‌شاه تأمین می‌شد. اما افتتاح رسمی پالایشگاه در سال ۱۳۱۴ اتفاق افتاد که ظرفیت آن به ۴۲۰۰ بشکه در روز افزایش یافت. از سال ۱۳۴۸ به دلیل افزایش بهای نفت در بازارهای جهانی و نیاز به افزایش تولید نفت، تأسیسات این پالایشگاه تغییر کرد و مجدداً در سال ۱۳۵۰ این پالایشگاه با ظرفیت روزانه ۱۵ هزار بشکه فعالیت خود را ادامه داد. در حال حاضر ظرفیت اسمی این پالایشگاه ۲۵۰۰۰ بشکه در روز و ظرفیت عملیاتی آن ۳۰۰۰۰ بشکه در روز می‌باشد و قرار است با اجرای طرح سه سالۀ افزایش ظرفیت این میزان تا سال ۱۴۰۴ به ۴۰ هزار بشکه در روز افزایش بیابد. خوراک نفت خام این پالایشگاه شامل نفت خام نفت شهر، سرکان، ماله‌کوه در شهرستان پلدختر می‌باشد.

## واحدهای تولیدی
واحدهای تولیدی این پالایشگاه شامل واحدهای تقطیر در اتمسفر، مراکس، پنتان، گاز مایع، تبدیل کاتالیستی، تصفیه، برج خنک‌کننده، آب صنعتی، تولید بخار، تصفیه پساب صنعتی، و واحد تولید برق می‌باشد.

## محصولات تولیدی
گاز مایع، بنزین، نفت سفید، نفت گاز و نفت کوره از محصولات تولیدی این شرکت می‌باشند.

## تاریخچه

### دوران جنگ ایران و عراق
پالایشگاه نفت کرمانشاه در زمان جنگ ۸ ساله ایران و عراق چندین بار مورد حمله هوایی نیروهای عراق قرار گرفت. این حملات در ۴ مهر ۱۳۵۹ ساعت ۱۷:۰۰، ۲ مرداد ۱۳۶۵ ساعت ۱۴:۳۰، ۸ آبان ۱۳۶۵ ساعت ۷:۰۵، ۲ آذر ۱۳۶۵ ساعت ۱۱:۳۰، ۳ دی ۱۳۶۵ ساعت ۱۶:۳۰، ۲۴ آبان ۱۳۶۶ ساعت ۱۳:۰۰ و ۱۵ اسفند ۱۳۶۶ ساعت ۱۶:۰۰ انجام شد. با وجود آسیب‌های ناشی از این حملات پالایشگاه کرمانشاه به خاطر اهمیت استراتژیک خود هیچگاه تعطیل نشد. در این بمباران‌ها آسیب‌های جدی به تأسیسات پالایشگاه وارد شد که برای جبران آن پالایشگاه کرمانشاه ۵ بار مورد بازسازی قرار گرفت. همچنین در بمباران ۲ مرداد ۱۳۶۵ هفت نفر از کارکنان پالایشگاه کشته شدند. ۴ تن دیگر از کارکنان پالایشگاه نیز در موقعیت‌های دیگر جنگ ایران و عراق کشته شدند که از این میان یک نفر در بمباران ۲۸ دی ۱۳۶۵ اسلام‌آباد غرب، یک نفر در عملیات والفجر ۱۰ در روز ۲۶ اسفند ۱۳۶۶ در حلبچه و یک نفر نیز به همراه دو فرزندش در بمباران پناهگاه پارک شیرین کرمانشاه در ۲۶ اسفند ۱۳۶۶ کشته‌شد.
همچنین تلمبه‌خانۀ نفت‌شهر نیز با هدف اخلال در ارسال خوراک به پالایشگاه مورد حملۀ ارتش بعث عراق قرار گرفت. اشغال منطقه نفت‌شهر نیز سبب شد تا نفت پالایشگاه کرمانشاه از نفت خام سنگین جنوب تأمین شود. در سال‌های میانی جنگ عملیات بهسازی پالایشگاه انجام گرفت و طی آن در سال ۱۳۶۳ ظرفیت پالایشگاه به ۲۵ هزار بشکه در روز افزایش پیدا کرد.

### خصوصی‌سازی
این پالایشگاه در سال ۱۳۹۳ به میزان ۱۱۰۰ میلیارد تومان قیمت‌گذاری شد، اما در سال ۹۵ سازمان خصوصی‌سازی آن را به میزان ۱۸۰ میلیارد تومان به مالک خصوصی (هادی درویشوند) واگذار کرد و قرارداد خصوصی‌سازی بدین صورت تنظیم شد که خریدار ۱۰ درصد را به صورت نقد و مابقی را به صورت اقساطی پرداخت کند. این مسئله با اعتراضات بسیاری همراه بود و حتی نمایندگان کرمانشاه در مجلس نیز نسبت بدان انتقاد کردند. در دی ماه ۱۳۹۷ طوماری در اعتراض به واگذاری پالایشگاه به بخش خصوصی خطاب به نمایندگان استان کرمانشاه از سوی بسیج دانشجویی تدوین شد که به امضای ۳۶۰۰ دانشجوی دانشگاه رازی کرمانشاه رسید.
در جلسهٔ مؤرخهٔ ۸ بهمن ۱۳۹۷ عادل آذر رئیس دیوان محاسبات کشور در جریان قرائت خلاصهٔ گزارش تفریغ بودجه سال ۱۳۹۶ در صحن مجلس شورای اسلامی، اعلام کرد که در این واگذاری دو مورد مغایرت با قوانین و مقررات وجود داشته‌است؛ نخست اینکه دستورالعمل اجرایی «روش انتخاب مشتریان استراتژیک و احراز و پایش اهلیت» نقض شده و خریدار پالایشگاه دارای تخصص و اهلیت کافی در این زمینه نبوده و به همین دلیل به شرکت زیان وارد شده‌است، و دوم اینکه قیمت کارشناسی شرکت پالایش نفت کرمانشاه ۶۱۷ میلیارد تومان بوده، اما هیئت واگذاری با کاهش بیش از ۷۰ درصدی آن را در نهایت به مبلغ ۱۹۹ میلیارد تومان به خریدار بخش خصوصی واگذار کرده‌است.
با این حال شهاب نادری نمایندهٔ حوزهٔ انتخابیهٔ پاوه و جوانرود و ثلاث باباجانی و روانسر در دورهٔ دهم و عضو مجمع نمایندگان استان کرمانشاه که به عنوان رئیس هیئت تحقیق و تفحص واگذاری پالایشگاه نفت کرمانشاه منصوب شده‌است، در تاریخ ۷ اردیبهشت ۱۳۹۸ پروندهٔ واگذاری این پالایشگاه را بسته‌شده عنوان کرد و اظهار نمود که در این واگذاری هیچ تخلفی صورت نگرفته‌است. علاوه بر این، محمود شکری، نماینده مردم تالش در مجلس شورای اسلامی و دبیر هیئت تحقیق و تفحص از واگذاری پالایشگاه کرمانشاه نیز با تأیید این مطلب گفت: «اگر تخلفاتی هم رخ داده باشند ناشی از خلاءهای قانونی است. به همین دلیل است که نمی‌توان این واگذاری را غیرقانونی دانست.» او همچنین گفت: «اگر بخواهیم این واگذاری را لغو کنیم باید دولت مقدار زیادی پول به خریدار پرداخت کند که با شرایط فعلی کشور منطقی به نظر نمی‌رسد.»
در روز ۲ بهمن ۱۳۹۸ احمد علیرضابیگی نماینده مردم تبریز در مجلس شورای اسلامی و عضو هیئت تحقیق و تفحص از واگذاری، اعلام کرد که با شکایت سازمان خصوصی‌سازی، پرونده واگذاری پالایشگاه نفت کرمانشاه به هیئت داوری (موضوع ماده ۳۰ قانون اجرای سیاست‌های کلی اصل ۴۴) ارجاع داده شده‌است.
واگذاری پالایشگاه نفت کرمانشاه به قیمت ۲۱۰ میلیارد تومان در حالی صورت گرفته که در همان سال ۱۳۹۵، این مجموعه ۲۸۰ میلیارد تومان از پتروشیمی بیستون طلبکار بوده و ارزش واقعی این شرکت در همان بازۀ زمانی، ۱۸۰۰ میلیارد تومان برآورد شده‌بود، اما هیأت واگذاری در حراج این مجموعه اصرار کرده و آن را به شرکتی واگذار کرد که در زمینۀ خرید و فروش و بسته‌بندی مواد غذایی لبنی فعالیت داشت.

### وضعیت مالکیت و کاربری زمین
مساحت سایت پالایشگاه در مرکز شهر کرمانشاه، ۹۲/۵ هکتار است که ۴۲ هکتار آن دارای کاربری مسکونی است و برای اسکان کارکنان پالایشگاه استفاده می‌شود. قیمن این زمین‌ها بین متری ۵ تا ۶ میلیون تومان برآورد می‌شود. در رابطه با مالکیت زمین سایت پالایشگاه، بخشی از زمین پالایشگاه کرمانشاه جزئی از پلاک ۱۲۵۶ محسوب می‌شود. نزدیک به ۵۷ هکتار از این پلاک وقفی بوده و مالکیت آن متعلق به سازمان اوقاف و امور خیریه است. در گذشته برای ۲۱ هکتار از این قطعه زمین سند اجاره صادر شده و پالایشگاه مستأجر اوقاف محسوب می‌شود. ۵۴ هکتار دیگر از اراضی پالایشگاه نیز جزئی از پلاک ۳۳۰۵ فرعی از پلاک ۱۲۵۶ بوده و متعلق به اوقاف است. به گفتهٔ عباسیان مدیرکل اوقاف و امور خیریه استان کرمانشاه سازمان خصوصی‌سازی موقع فروش این ملک، به اوقافی بودن بخشی از زمین پالایشگاه توجه نکرده‌است.